# Haşema
Haşema (türk. Hakiki Şeriat Mayosu, dt. ‚wahre Scharia-Badebekleidung‘) ist ein in Istanbul ansässiges Unternehmen für Sportbekleidung, die islamischen Vorschriften zur Bedeckung der ‘Aura genügt, auch Haschema genannt. Das Unternehmen betreibt sechs Filialen in Istanbul.

## Unternehmen
1989 gründete der Jurastudent Mehmet Şahin das Unternehmen und produzierte bis 1992 islamisch konforme Badeshorts für Herren, die den Körper zwischen Bauchnabel und Knie bedecken. 1993 begann das Unternehmen, auch Damen- und Kinderprodukte in die Kollektion aufzunehmen. Dazu gehörte insbesondere ein Ganzkörper-Badeanzug aus Lycra für fromme Musliminnen nach Art des Burkini. Der auch als Haschema bezeichnete Badeanzug besteht aus drei bis vier Teilen: Hose, Jacke, Badekappe sowie eine Haube (Hidschāb), die unter dem Kinn verschließbar ist. Der Anzug bedeckt damit die ‘Aura ihrer Trägerin, nämlich den gesamten Körper mit Ausnahme des Gesichts, der Hände und der Füße.
2006 gab das Unternehmen an 25.000, nach anderen Quellen 40.000 Haschemas im Jahr 2005 verkauft zu haben. Für das Jahr 2006 wurde der Verkauf von einer Million Haschemas und ein Umsatz von fast einer Million Euro gemeldet.